# Antônio Joaquim de Miranda Nogueira da Gama
Antônio Joaquim de Miranda Nogueira da Gama (? — ?) foi um político brasileiro.
Foi presidente da província do Espírito Santo, nomeado por carta imperial de 13 de dezembro de 1876, de 29 de janeiro a 11 de julho de 1877.